# Мексикано-непальские отношения
Мексикано-непальские отношения — двусторонние дипломатические отношения между Мексикой и Непалом. Страны являются членами Организации Объединённых Наций.

## История
25 ноября 1975 года были установлены дипломатические отношения между странами, которые в основном развивались в рамках многосторонних форумов. В феврале 1994 года Мексика открыла своё почётное консульство в Катманду.
В ноябре 2010 года правительство Непала направило делегацию из 21 человека для участия в конференции Организации Объединённых Наций по изменению климата в мексиканском городе Канкуне.

## Дипломатические миссии
- Интересы Мексики в Непале представлены через посольство в Нью-Дели (Индия). Мексика имеет почётное консульство в Катманду[3].
- Интересы Непала в Мексике представлены через посольство в Вашингтоне (Соединённые Штаты Америки)[4].